# Veon
VEON Ltd. (ранее VimpelCom Ltd.), также известная как VEON Group, является транснациональной телекоммуникационной компанией и компанией, предоставляющей цифровые услуги. Штаб-квартира компании находится в Дубае, акции компании свободно торгуются на американской фондовой бирже NASDAQ. Компания VEON работает на шести рынках Европы и Азии, включая Бангладеш, Казахстан, Кыргызстан, Пакистан, Узбекистан и Украину. Конкретные бренды включают Banglalink в Бангладеш, Jazz в Пакистане, Киевстар на Украине, а также подразделения, работающие в Казахстане, Кыргызстане и Узбекистане под брендом Beeline. В 2024 году общее число клиентов компании составляло 160 миллионов человек, 1,8 миллиона клиентов фиксированной связи, и 111 миллионов ежемесячных активных пользователей цифровых услуг, с продуктами и услугами в таких областях, как мобильные финансовые услуги, развлечения, здравоохранение и образование и другие.

## История

### 2009—2016
Компания VEON была основана в 2009 году как международная холдинговая компания VimpelCom. Зарегистрированная на Бермудских островах и имеющая штаб-квартиру в Нидерландах, VimpelCom была образована после того, как Telenor и Альфа-Групп договорились об объединении своих активов в телекоммуникационных компаниях ПАО «ВымпелКом» и «Киевстар». На момент создания «Киевстар» был крупнейшим оператором беспроводной связи на Украине, а ПАО «ВымпелКом» — вторым по величине телекоммуникационным оператором в России. «Киевстар» был основан в 1994 году Игорем Литовченко, который также являлся многолетним генеральным директором компании. ПАО «ВымпелКом», основанное в 1992 году Дмитрием Зиминым и американским бизнесменом Оги К. Фабела II как оператор мобильной связи, запустило свой бренд «Билайн» в 1993 году и разместило акции на Нью-Йоркской фондовой бирже в 1996 году.

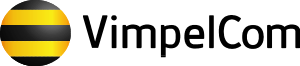
Логотип компании до 2017 года

Выручка компании по US GAAP за 2010 год составила 10,5 млрд $ (за 2009 год, агрегированные показатели «Вымпелкома» и «Киевстара», — 10,07 млрд $) чистая прибыль — 1,67 млрд $ (1,3 млрд $).
Под руководством генерального директора Александра Изосимова «ВымпелКом» приобрел Orascom Telecom и Wind у Нагиба Савириса в 2011 году. После ряда приобретений, по состоянию на 31 декабря 2011 года, у «ВымпелКома» было 205 миллионов клиентов в 20 странах, а к 2012 году он занимал 13-е место в мире по количеству абонентов. Компания перешла с листинга NYSE Euronext на NASDAQ 10 сентября 2013 года. В 2014 году она продала контрольный пакет акций Wind Mobile компании Globalive за 272 млн долларов США. А в 2015 году правительство Алжира купило 51 % акций «ВымпелКома» в компании Djezzy за 2,6 млрд долларов США. В 2016 году выручка «ВымпелКома» составила 9,78 млрд долларов США,[25] а активы — 33,85 млрд долларов США.
По итогам 2016 года общая выручка VimpelCom снизилась на 7,5 %, до 8,885 млрд $. Показатель EBITDA вырос на 12,4 % и составил 3,232 млрд $. Маржа по нему составила 40,3 % вместо 40,9 % по итогам 2015 года. Чистая прибыль VimpelCom — 2,4 млрд $ против чистого убытка в размере 647 млн $ год назад. Абонентская база холдинга достигла 207,5 млн клиентов, а с учетом совместного предприятия в Италии — 238,9 млн абонентов.

### 2017—2022
В феврале 2017 года «ВымпелКом» переименовал себя в VEON, назвав так разработанную им платформу для обмена сообщениями. Компания объяснила, что ребрендинг был частью перехода к маркетингу себя как технологической компании, а не просто телекоммуникационной фирмы. В апреле 2017 года VEON начала листинг своих акций на Euronext Amsterdam. В июле 2017 года VEON запустила персональную интернет-платформу под названием VEON в Украине, Бангладеш, Пакистане, Италии и Грузии. После ряда отчуждений и трансформации бизнеса к лету 2017 года VEON насчитывала около 200 миллионов абонентов на 12 рынках. К концу 2017 года в число дочерних компаний VEON, зарегистрированных на бирже, входили Golden Telecom, «Киевстар», Banglalink и другие в Европе и Африке.
В марте 2018 года генеральный директор Жан-Ив Шарлье ушел в отставку, и обязанности генерального директора временно взяла на себя председатель совета директоров VEON Урсула Бернс. Бернс была назначена генеральным директором в декабре 2018 года, оставаясь председателем совета директоров.
В октябре 2019 года VEON наняла Серджи Эрреро и бывшего генерального директора Turkcell Каана Терзиоглу в качестве совместных операционных директоров VEON Group. Они оба сменили Бернс на посту со-генерального директора в феврале 2020 года, а в июне 2020 года Геннадий Газин сменил Бернс на посту председателя совета директоров. В 2020 году VEON выкупил оставшиеся 15 % акций Jazz у Abu Dhabi Group в Пакистане для получения 100 % доли собственности. VEON вышел из Армении в 2020 году. В июле 2021 года Терзиоглу стал генеральным директором группы компаний VEON и контролировал работу руководителей VEON, а таккже ее региональных генеральных директоров на отдельных рынках. В июне 2022 года компания продала свое подразделение в Грузии за 45 миллионов долларов, заявив, что оптимизирует свою деятельность. В августе 2022 года VEON завершила продажу Djezzy правительству Алжира за 682 миллиона долларов США. Объявив о предстоящей продаже своих российских предприятий 24 ноября 2022 года, VEON завершила продажу 9 октября 2023 года, полностью уйдя с российского рынка. После продажи в компании произошли различные изменения в руководстве, включая сокращение совета директоров с 11 до 7 членов.

### 2023—2025
Общая выручка VEON в 2023 году составила $3,7 млрд. Мортен Лундал был назначен председателем правления VEON в июне 2023 года. Оги К Фабела II был назначен его преемником в 2024 году.В марте 2024 года стало известно, что VEON согласилась продать значительную долю своих операций в Кыргызстане, заявив, что хочет сосредоточиться на крупных рынках. По состоянию на 2024 год, VEON также владела микрофинансовым учреждением Mobilink Bank в Пакистане. Оги Фабела, соучредитель VEON, был назначен председателем совета директоров VEON в мае 2024 года. В состав совета также вошли несколько новых директоров, включая Майка Помпео, Брэндона Льюиса и Дункана Перри, а также Фабела, Мишель Сетинг и генерального директора VEON Каан Терзиоглу. В 2022 и 2023 годах компания была крупнейшим иностранным инвестором в Украине. В июне 2024 года VEON объявила, что инвестирует 1 млрд долларов США в инфраструктуру Украины через свою дочернюю компанию «Киевстар». Также в июне 2024 года VEON объявила, что в течение следующих трех лет намерена увеличить доходы на 19 % и будет уделять все больше внимания технологиям искусственного интеллекта.
По состоянию на 2024 год, общее число клиентов компании составляло 160 миллионов человек, 1,8 миллиона клиентов фиксированной связи, и 111 миллионов ежемесячных активных пользователей цифровых услуг, а цифровые операции осуществлялись на шести отдельных рынках. Конкретные бренды включали подразделения в Казахстане, Кыргызстане и Узбекистане, работающие под брендом Beeline, а также Banglalink в Бангладеш, Jazz в Пакистане и Киевстар на Украине. Эти подразделения, в свою очередь, предоставляли цифровые услуги с помощью таких продуктов, как Izi, Simply, hitter, OQ,JazzCash, Beepul, и развлекательных платформ Tamasha и Toffee. Компания VEON провела делистинг с амстердамской биржи Euronext 25 ноября 2024 года, после чего ее акции торгуются исключительно на NASDAQ. В декабре 2024 года она перенесла свою штаб-квартиру из Амстердама в Дубайский международный финансовый центр.

## Собственники
Структура акционеров VEON (а 2025):
- 45,5 % обыкновенных и голосующих акций принадлежат LetterOne Investment Holdings S.A.
- 7,9 % обыкновенных и голосующих акций принадлежат The Stichting
- 7,8 % обыкновенных и голосующих акций принадлежат Lingotto Investment Management LLP
- 6,7 % обыкновенных и голосующих акций принадлежат Shah Capital Management Inc.

## Филиалы
VEON работают на шести рынках, каждый из которых имеет свой собственный бренд, по состоянию на 2024 год:
- Banglalink (Бангладеш)
- Beeline (Казахстан)
- Beeline (Кыргызстан)
- Jazz (Пакистан)
- Beeline (Узбекистан)
- Kyivstar (Украина)